# Mieczysław Szostek
Mieczysław Szostek (ur. 20 września 1933 w Legionowie, zm. 16 listopada 2021 w Warszawie) – polski lekarz, profesor nauk medycznych, poseł na Sejm PRL IX kadencji, przewodniczący Rady Narodowej miasta stołecznego Warszawy (1981–1990). W latach 1980–2003 kierownik Kliniki Chirurgii Ogólnej i Chorób Klatki Piersiowej Centralnego Szpitala Klinicznego Akademii Medycznej w Warszawie (obecnie Klinika Chirurgii Ogólnej, Endokrynologicznej i Chorób Naczyń Centralnego Szpitala Klinicznego Uniwersyteckiego Centrum Klinicznego Warszawskiego Uniwersytetu Medycznego).

## Życiorys
Syn Tomasza i Marianny. Do 3 września 1939 mieszkał w Legionowie, po czym przeprowadził się w okolice Siedlec, gdzie ukończył szkołę podstawową i średnią. W latach 1952–1958 studiował na Akademii Medycznej w Warszawie. Następnie podjął pracę zawodową w I Klinice Chirurgicznej Akademii Medycznej, którą kierował prof. Jan Nielubowicz.
W 1963 uzyskał specjalizację I stopnia z chirurgii ogólnej, a w 1967 II stopnia (uzyskał stopień doktora medycyny na podstawie rozprawy Rekanalizacja zakrzepów żylnych). W latach 1964–1965 był stypendystą British Medical Council i odbył szkolenie w Wielkiej Brytanii. W 1975 uzyskał habilitację na podstawie pracy Chirurgiczne leczenie zespołu pozakrzepowego. Od 1978 do 1981 był wicedyrektorem, a w latach 1982–1989 dyrektorem Instytutu Chirurgii AM. Od 1980 do 2003 był kierownikiem Kliniki Chirurgii Ogólnej i Chorób Klatki Piersiowej. W 1984 przebywał na trzymiesięcznym szkoleniu w szwedzkim Lund, a w 1985 w Niemczech Zachodnich. W 1985 i 1986 był konsultantem Światowej Organizacji Zdrowia ds. chirurgii naczyniowej, prowadząc kursy szkoleniowe w Indiach, Chinach i Korei.
Przez szereg kadencji zasiadał w Radzie Narodowej miasta stołecznego Warszawy, był jej przewodniczącym w latach 1981–1990 (jako pierwsza bezpartyjna osoba w historii tego gremium). Od 1985 do 1989 pełnił mandat posła na Sejm PRL IX kadencji z okręgu Warszawa Ochota, zasiadał w Komisji Obrony Narodowej, Komisji Polityki Społecznej, Zdrowia i Kultury Fizycznej, Komisji Nadzwyczajnej do rozpatrzenia projektów ustaw zmieniających przepisy dotyczące rad narodowych i samorządu terytorialnego oraz w Komisji Nadzwyczajnej do rozpatrzenia projektu ustawy o mieniu komunalnym. W latach 1986–1989 był członkiem Ogólnopolskiego Komitetu Grunwaldzkiego.
W 1990 był organizatorem Europejskiego Zjazdu Chirurgów Naczyniowych, organizował też inne krajowe i międzynarodowe konferencje specjalistyczne. W latach 1991–1992 był prezydentem Europejskiego Towarzystwa Chirurgów Naczyniowych, a potem nadal członkiem jego zarządu. Od 1999 do 2002 pełnił funkcję prorektora Akademii Medycznej w Warszawie ds. Klinicznych, Inwestycji i Współpracy z Regionem, a od 16 grudnia 2003 prezesa zarządu Fundacji Rozwoju Chirurgii Naczyniowej. Od 2001 do 2009 był krajowym konsultantem ds. chirurgii naczyniowej. W latach 2005–2007 pełnił funkcję prezydenta Central European Vascular Forum. Był wieloletnim członkiem zarządu (w tym sekretarzem) i członkiem honorowym Towarzystwa Chirurgów Polskich, a także członkiem honorowym Polskiego Towarzystwa Chirurgów Naczyniowych i Polskiego Towarzystwa Angiologicznego. W ostatnich latach życia pełnił funkcję dziekana Wydziału Nauk o Zdrowiu w Collegium Mazovia Innowacyjnej Szkole Wyższej w Siedlcach. Przez trzy kadencje był wiceprezesem Światowego Związku Żołnierzy Armii Krajowej.
Promotor kilkunastu prac doktorskich, był także opiekunem habilitacji. Opublikował ponad 250 prac w polskich i zagranicznych czasopismach, wygłosił też wiele referatów.
5 czerwca 2014 Rada m.st. Warszawy nadała mu tytuł Honorowego Obywatela miasta stołecznego Warszawy.
Został pochowany na cmentarzu w Wilanowie.

## Odznaczenia
- Krzyż Wielki Orderu Odrodzenia Polski („za wybitne zasługi w działalności naukowej i dydaktycznej”, 2005)[5].
- Krzyż Komandorski z Gwiazdą Orderu Odrodzenia Polski (2000)[6]
- Krzyż Kawalerski Orderu Odrodzenia Polski
- Złoty Krzyż Zasługi
- Medal 30-lecia Polski Ludowej
- Medal 40-lecia Polski Ludowej
- Złoty Medal „Za zasługi dla obronności kraju”
- Medal Komisji Edukacji Narodowej
- Medal „Pro Patria”
- Medal za Zasługi dla Warszawskiego Uniwersytetu Medycznego
- Medal za Zasługi dla Wydziału Lekarskiego
- Odznaka tytułu honorowego „Zasłużony Lekarz Polskiej Rzeczypospolitej Ludowej”
- Odznaka honorowa „Za wzorową pracę w służbie zdrowia”
- Złota Odznaka „Zasłużony Działacz Kultury Fizycznej”
- Odznaka honorowa m.st. Warszawy
- Odznaka honorowa Związku Inwalidów Wojennych
- Odznaka „Wzorowy Lekarz RP”